# Nationale Blutspendemedaille (Monaco)
Die Nationale Blutspendemedaille wurde per Dekret 10.965 am 30. Juli 1993 durch Fürst Rainier III. von Monaco gestiftet und wird als Verdienstauszeichnung um die Blutspende im Fürstentum Monaco in drei Stufen verliehen.

## Klassen
- Gold für 100 und mehr Blutspenden (die Medaille ist Silber vergoldet)
- Silber für 60 bis 99 Blutspenden
- Bronze für 30 bis 59 Blutspenden

## Ordensdekoration
Die runde Medaille zeigt mittig einen stilisierten Blutstropfen mit der umlaufenden Inschrift MERITE NATIONAL DU SANG (Nationaler Verdienst des Blutes). Auf der Rückseite ist das Rhombenbesetzte Wappenschild des Fürstentum zu sehen. Umlaufend im oberen Halbkreis  DON DU SANG  (Blutspende) und im unteren PRINCIPAUTE DE MONACO (Fürstentum Monaco).

## Trageweise
Getragen wird die Auszeichnung an einem rot-weiß schraffierten Band mit roten Randstreifen auf der linken Brustseite.

## Sonstiges
Die Verleihung wird im Amtsblatt des Fürstentums bekanntgegeben und erfolgt am Nationalfeiertag.